# Pedro Poveda Castroverde
Pedro Poveda Castroverde (Linares, 3 dicembre 1874 – Madrid, 28 luglio 1936) è stato un presbitero spagnolo, fondatore dell'Istituzione Teresiana. Fucilato dai repubblicani durante la guerra civile spagnola, venne canonizzato come martire da papa Giovanni Paolo II.

## Biografia
Nato da una famiglia che apparteneva ad una classe borghese colta, sensibile alle tematiche sociali, e che manteneva amicizie sia con i poveri che tra i ricchi. Il padre Giuseppe era chimico in una Società mineraria e la madre si prendeva cura della famiglia di cinque figli maschi. Pedro fin da bambino entra in contatto  con i problemi degli operai delle miniere e dei bambini che vi lavorano. Dopo aver compiuto i primi studi a Linares, nel 1889 entrò nel seminario di Jaén, proseguì gli studi in quello di Guadix, dove fu ordinato sacerdote il 7 aprile 1897. Laureatosi in teologia nel 1900, successivamente cominciò a occuparsi dei problemi sociali ed educativi delle classi meno abbienti.
Nominato canonico prima a Covadonga, nel 1906, e poi a Jaén, nel 1913, fondò a Oviedo, nel 1911, l'Istituzione Teresiana, cui dedicò gran parte della vita. Nel 1921 si trasferì a Madrid, operando per l'approvazione pontificia della sua Opera, concessa nel 1924 dal papa Pio XI.
Fu ucciso a Madrid il 28 luglio 1936, durante la guerra civile spagnola. Nel 1974, l'UNESCO ha incluso il suo nome fra le personalità illustri che hanno influito profondamente sullo sviluppo della società umana e della cultura mondiale. Beatificato da papa Giovanni Paolo II, il 10 ottobre 1993, è stato da lui canonizzato il 4 maggio 2003. La Chiesa cattolica lo ricorda il 28 luglio.

## Opere

### Edite in lingua originale
Edizione critica delle opere di San Pedro Poveda:
- Vol. I, "Creí por eso hablé" (Comprende le opere di Pedro Poveda fino all'anno 1936), Madrid, 2010

Seguiranno:
- Vol. II, "Ensayos y proyectos pedagógicos".
- Vol. III, "Instituciòn Teresiana" (Regolamenti e vita interna).
- Vol. IV, "Diarios".
- Vol. V-VIII, "Epistolario".

### Edite in italiano
- Meditazioni per le Teresiane, (1963)
- Il progresso spirituale dell'anima, (Milano, 1983)
- Vivere come i primi cristiani, (Cinisello Balsamo, 1998)
- Amici forti di Dio, (Àncora Editrice, 2003)

## Film su Poveda
- Poveda - Amico forte di Dio (Poveda), regia di Pablo Moreno (2016)